# ヘテロ薬
『ヘテロ薬』は、2005年に製作された日本の短編映画。43分。監督は「ヘテロ薬」制作委員会（Team "Stereotype Company"
）。
2005年、第14回東京国際レズビアン&ゲイ映画祭で日本公募短編最優秀作品となった。

## ストーリー
世の中をヘテロかつ性別違和のない良男・良女のみにしようとする会社「ステレオタイプカンパニー」が当たり前にある世界。そんな世界で、ステレオタイプカンパニーの作る薬を手にした5組の人達の物語+α。

## 上映
- 2005年7月17日: 第14回東京国際レズビアン&ゲイ映画祭[3]
- 2005年7月23日: 第1回関西クィア映画祭[4]
- 2005年10月9日: 第1回香川レインボー映画祭[5]
- 2006年7月29日: 第1回青森インターナショナルLGBTフィルムフェスティバル[6]